# Flughafen Amasya-Merzifon

i8
i11
i13
Der Flughafen Amasya-Merzifon (türkisch Amasya Merzifon Havalimanı, IATA-Code: MZH, ICAO-Code: LTAP) ist ein türkischer Flughafen nahe der Stadt Merzifon in der Region Amasya. Er wird durch die staatliche DHMI betrieben.

## Geschichte
Der Flughafen wurde 2008 dem Betrieb übergeben und wird zivil und militärisch genutzt. Er verfügt über einen Terminal mit einer Kapazität von 120.000 Passagieren im Jahr und eine befestigte Start- und Landebahn, die jedoch kein Instrumentenfluglandesystem (ILS) besitzt. Das Vorfeld hat eine Größe von 150 × 120 Meter und kann 2 Verkehrsflugzeuge aufnehmen.
Die ihm zugeordnete Stadt Merzifon liegt etwa 6 Kilometer entfernt. Sie ist mit Taxi, Privatwagen oder Flughafenbus zu erreichen.